# Jamais vu
Jamais vu ([ʒamɛ vy]IPA, česky též /žame vi/) je psychologický termín převzatý z francouzštiny (kde znamená nikdy neviděno). Popisuje jakoukoli a priori známou situaci, kterou pozorovatel není schopen rozpoznat.

## Definice
Z bližšího pohledu je jamais vu těžce definovatelný pocit podobný déjà vu, že pozorovatel je svědkem určité situaci poprvé, ačkoli si je racionálně jist, že ji už někdy viděl.

### Příklad
Člověk má při zevrubném pohledu na vlastní svazek klíčů pocit, že tento svazek nikdy předtím nespatřil; zdá se mu novým a nezapadajícím do vlastní zkušenosti. Zároveň si ale pamatuje a racionálně uvědomuje, že svazek od někoho dostal a že si s jeho pomocí již dlouhá léta dennodenně odemýká dveře od domu.

## Ztráta paměti
Ačkoli bývá jamais vu z patologického hlediska často doprovázeno amnézií, nelze jej s ní zaměňovat. Neboť jamais vu je pouhým pocitem, že neznáme, jenž v mysli přichází do kolize s racionálním vědomím toho, že známe či „přece musíme znát“.
Z tohoto pohledu lze říct, že jamais vu není amnézií, protože stará situace uložená v mozku v něm také zůstává. Jen pocit při její revokaci je docela nový.

## Podobnost s déjà vu
Z určitého hlediska lze jamais vu chápat jako přímý opak déjà vu. Tyto dva jevy jsou si ve skutečnosti velice podobné, pouze zaměňují pocit a rozumovou jistotu: U déjà vu má pozorovatel pocit, že už situaci někdy viděl, ačkoli rozumově nemůže dokázat, že ji opravdu viděl. U jamais vu má pocit, že situaci nikdy neviděl, ačkoli rozumově může dokázat, že ji opravdu viděl.

## Podobnost s presque vu
Jamais vu bývá zjednodušeně označováno jako pocit, že neznáme určitou situaci, která nám byla vždy blízká a o které jsme si toho vědomi. Krátký pocit trvající do revelace faktu, že onu věc známe, je možné porovnat s tzv. presque vu, tedy s pocitem pozorovatele, že situaci zná, jen si nemůže vzpomenout (např. potká-li pozorovatel po letech kdysi blízkého člověka, pocit presque vu u něj může trvat několik sekund; tedy než jej pozná). Pro jamais vu však presque vu může být jen začátkem: pozorovatel si uvědomí, že zná (vzpomene si, či si může projít stádiem presque vu), ale nadále se mu zdá situace cizí.
Presque vu nelze zaměňovat s jamais vu také proto, že jamais vu není poruchou schopnosti vzpomenout si, nýbrž pocitem, že neznáme, ač víme, že známe. Jamais vu rovněž nevystupuje v roli zapomenutého, či téměř vzpomenutého vědění, nýbrž neschopnosti rekognice určité situace; nekončí jako presque vu pocitem poznání situace či objektu, nýbrž nutně opětovného sblížení se s ním (třeba i se změnou postoje k němu).

### Příklad
Onen muž vlastnící svazek klíčů, které na něj působily dojmem jamais vu, se „neplácne do čela“ jako po zmizení pocitu presque vu (tedy po rozpomenutí se, že jsou to jeho klíče). Pohled na jeho klíče pro něj zůstane zvláštním až do chvíle, než se s nimi opět zfamiliarizuje. Při takové zkušenosti může dojít ke změně postoje k danému objektu či situaci a povšimnutí si dalších kvalitativních vlastností.

## Patologie
Z patologického hlediska jamais vu nejčastěji doprovází dobu po probuzení se z epileptického záchvatu. Toto období se vyznačuje zvláště krátkodobou amnézií a neschopností si uvědomit, kde se probuzený nachází, proč je tady, dokonce i kým je. Krátkou dobu po probuzení tak nastává částečná, či úplná kognitivní neschopnost. A právě krátkodobá a částečná amnézie s sebou přináší i pocity jamais vu, jak jsou definovány výše.
Někteří psychologové vznášejí domněnky, že schizofrenie je doprovázena chronickým jamais vu.[zdroj?] Schizofrenik má neustále pocit, že jsou mu známé věci cizí, že je vidí v novém objevném světle (a často nepřátelsky).

## Umělé vyvolání
Jev jamais vu je oproti déjà vu a presque vu relativně lehce uměle vyvolatelný.
Testováním umělého vyvolání jamais vu se zabýval kognitivní neuropsycholog Chris Moulin[zdroj?] z Univerzity v Leedsu, když devadesáti dvěma dobrovolníkům nařídil napsat třicetkrát během šedesáti sekund slovo door (dveře v angličtině). V závěru zprávy se zmiňuje, že 68 % dobrovolníků jevilo známky jamais vu, např. začalo mít pocit, že door není reálné slovo.
V zásadě se má za to, že dlouhým opakováním jakéhokoli slova dosáhneme stavu podobného jamais vu, kdy se bude pozorovateli kdysi normální slovo zdát zvláštní, jako kdyby ho předtím nikdy pořádně nepoznal, či jej neznal. Stejně tak pozorovatel může dlouhodobým pozorováním jednotlivého předmětu či osoby začít pochybovat o tom, že onen předmět či osoba je tím, čím pro něj byla předtím, kdy se ji domníval znát. Tento pocit je velice blízky patologickému pocitu jamais vu, jaký (možná i chronicky) zažívají epileptici a schizofrenici.
Za studium vyvolávání jamais vu opakováním určitého slova byla roku 2023 udělena mezinárodnímu týmu Chrise Moulina Ig Nobelova cena.

## Související jevy
- Déjà vu
- Presque vu
- Amnézie